# Ketanggung (Sudimoro)
Ketanggung is een bestuurslaag in het regentschap Pacitan van de provincie Oost-Java, Indonesië. Ketanggung telt 3182 inwoners (volkstelling 2010).